# Maryjo
Maryjo Young (Cleveland, 15 mei 2001), beter bekend onder haar artiestennaam Maryjo, is een Amerikaans zangeres.

## Biografie
Young studeerde aan de Cleveland State University toen ze tijdelijk stopte met haar studie om voor een zangcarrière te gaan. Ze begon met het plaatsen van covers op het platform TikTok. Een cover van het nummer You Broke Me First van de Amerikaanse zangeres Tate McRae werd een groot streamingssucces. Ook covers van This Town van Niall Horan en Young & Sad van Noah Cyrus werden veel beluisterd. In 2021 nam Young deel aan American Idol. Hier zong ze opnieuw You Broke Me First van Tate McRae en wist daarmee de jury's te overtuigen. Het was de eerste keer dat Young voor een publiek zong. Na haar eliminatie uit de talentenjacht, tekende Young twee jaar later een platencontract bij Atlantic Records. Sindsdien treedt ze op onder de artiestennaam Maryjo. Ook bracht ze op dit label haar debuutsingle Love Fools uit.
In 2024 ging Maryjo een samenwerking aan met Cyril, die ook onder contract staat bij Atlantic Records. De twee brachten het nummer Still Into You uit, een cover van het gelijknamige nummer van de Amerikaanse rockband Paramore uit 2013. Het nummer werd op 13 januari 2025 door Radio 538 uitgeroepen tot Dancesmash. Ook werd het Maryjo's eerste Top 40 hit, waarin het piekte op de vijftiende plaats.

## Discografie

### Nummers met noteringen in een hitlijst
| Lied           | Verschijnen     | Album | Hitlijsten | Hitlijsten | Hitlijsten  | Hitlijsten  | Hitlijsten   | Hitlijsten   | Opmerkingen |
| Lied           | Verschijnen     | Album | BE (VL)    | BE (VL)    | NL (Top 40) | NL (Top 40) | NL (Top 100) | NL (Top 100) | Opmerkingen |
| Lied           | Verschijnen     | Album | Piek       | Weken      | Piek        | Weken       | Piek         | Weken        | Opmerkingen |
| -------------- | --------------- | ----- | ---------- | ---------- | ----------- | ----------- | ------------ | ------------ | ----------- |
| Still Into You | 25 oktober 2024 | —     | 45         | 1          | 15          | 13          | 21           | 15           |             |